# Pobjoy Niagara
Il Pobjoy Niagara era un motore aeronautico radiale 7 cilindri a singola stella raffreddato ad aria, introdotto dall'azienda britannica Pobjoy Airmotors & Aircraft, Ltd. nel 1934.

## Tecnica
Il Pobjoy Niagara, come il suo predecessore Pobjoy R, era caratterizzato da un singolare disassamento dell'albero dell'elica a causa della collocazione dell'ingranaggeria del riduttore. Le sue dimensioni, incredibilmente compatte per un motore radiale, ed il suo elevato numero di giri al minuto lo rendevano particolarmente adatto per l'utilizzo nei velivoli leggeri e sperimentali. Tutta la gamma prodotta vantava ottime doti di affidabilità, basso rumore ed elevato contenuto tecnologico.
Nel 1934 la rivista Flight lo accreditava di 80-85 hp (59-63 kW), equipaggiando il British Aircraft Swallow e di 90 hp (67 kW), equipaggiando i bimotori General Aircraft Monospar ST-10 e Monospar ST-11.

## Versioni
(lista parziale)
Niagara IV
potenza erogata 108 hp (80,5 kW) a 3 230 giri/min.

## Velivoli utilizzatori
Italia
- Savoia-Marchetti S.80 bis

 Regno Unito
- Airspeed Fleet Shadower
- Comper Swift
- General Aircraft Monospar ST-25
- Saro Shrimp
- Short S.31 (un dimostratore tecnologico in scala 1:2 dello Short Stirling)
- Short S.22 Scion Senior
- Short S.16 Scion
- Spartan Clipper